# Абдуллино (Ілішевський район)
Абду́ллино (рос. Абдуллино, башк. Абдулла) — присілок у складі Ілішевського району Башкортостану, Росія. Входить до складу Ігметовської сільської ради.
Населення — 285 осіб (2010; 326 у 2002).
Національний склад:
- башкири — 94 %